# Abraham Veliký z Kaškaru
Abraham Veliký z Kaškaru byl asyrský mnich, původce obnovy asyrského monasticismu v 6. století. Je učitelem a světcem asyrské církve Východu.

## Život
Abraham se narodil v Kaškaru v Persii kolem roku 492 do chudé rodiny. Odešel kázat evangelium do Al-Hirah, a potom se vydal poznat mnišský život v egyptském Scetisu.
Mnišství bylo v raném syrském a mezopotámském křesťanství velmi populární. Někteří zastávali názor, že pouze život v celibátu může vést ke spáse. Zpočátku byli všichni celibátní asketé poustevníci, ale asi v roce 350 Mar Awgin podle egyptského vzoru založil první cenobitský klášter v Mezopotámii na hoře Izla nad městem Nisibis. Brzy v zemi bylo mnoho klášterů.
Avšak na synodě v Beth Lapat asyrská církev Východu rozhodla, že by se všichni mniši a jeptišky měli oženit. Očividně se tak rozhodli, aby se zalíbili zoroastrovským vládcům, kteří považovali rodinný život za posvátný. Rozhodnutí těžce oslabilo církev a bylo revidováno až v roce 553.
V roce 571 Abraham založil a začal řídit nový klášter na hoře Izla. Stal se z něho slavný klášter zvaný „Velký konvent“. Řehole (pravidla života v klášteře), kterou zavedl v roce 571, byla zveřejněna spolu s řeholí Dadiše, jeho nástupce (588-604).
Abraham zemřel v roce 586.
Třetím opatem kláštera se stal jeho student Babai Veliký (551–628), který vystřídal Dadiše. Abrahamův svátek se připomíná 6. pátek po Zjevení Páně.